# Escut i bandera de Benafer
L'escut i la bandera de Benafer són els símbols representatius de Benafer, municipi del País Valencià, a la comarca de l'Alt Palància.

## Escut heràldic
L'escut oficial de Benafer té el següent blasonament:
| « | Escut quadrilong de punta redona, truncat i mig partit. Al primer quarter, en camp de gules, un món d'argent, cintrat amb un cercle horitzontal i mig cercle superior vertical, ambdós d'or, i coronat d'una creu també d'or. Al segon quarter, en camp d'atzur, tres bandes d'or. Al tercer quarter, en camp d'atzur, quatre flors de lis d'or. Al timbre, una corona reial oberta. | » |

## Bandera
La bandera oficial de Benafer té la següent descripció:
| « | Bandera de proporcions 2:3. Entat en l'asta, de roig, un món d'argent, cintrat amb un cercle horitzonta i mig cercle superior vertical ambdós d'or, i coronat amb una creu també d'or. Al batent, de blau quatre flors de lis d'or. | » |

## Història
L'escut s'aprovà per Resolució de 28 de juny de 1996, del conseller de Presidència, publicada en el DOGV núm. 2.837, del 30 de setembre de 1996.
El món és l'atribut de sant Salvador, patró del poble. A sota, les armes del bisbe de Sogorb, Ènnec de Vallterra, que va comprar l'alqueria musulmana de Benafer el 1379.
La bandera s'aprovà per Resolució de 5 d'abril de 2001, del conseller de Justícia i Administracions Públiques, publicada en el DOGV núm. 4.001, de 17 de maig de 2001.